# Siogun
Siogun (jap. 将軍 shōgun), szogun – wódz naczelny, generał, zwierzchnik sił zbrojnych, generalissimus w Japonii w latach 793–1868. Słowo shōgun jest skróconą wersją pierwotnego tytułu oficjalnego sei’i-taishōgun (jap. 征夷大将軍 sei’i-taishōgun; dosł. „głównodowodzący wojsk ekspedycyjnych przeciwko barbarzyńcom” lub „generalissimus do podboju (ujarzmienia) barbarzyńców”). Początkowo był to stopień wojskowy dowodzących cesarską armią japońską, później dziedziczny tytuł wojskowych władców Japonii, sprawujących faktyczną władzę w kraju rządzonym tylko nominalnie przez cesarza. 

Yoritomo Minamoto (1147-1199), pierwszy z siogunów siogunatu Kamakura

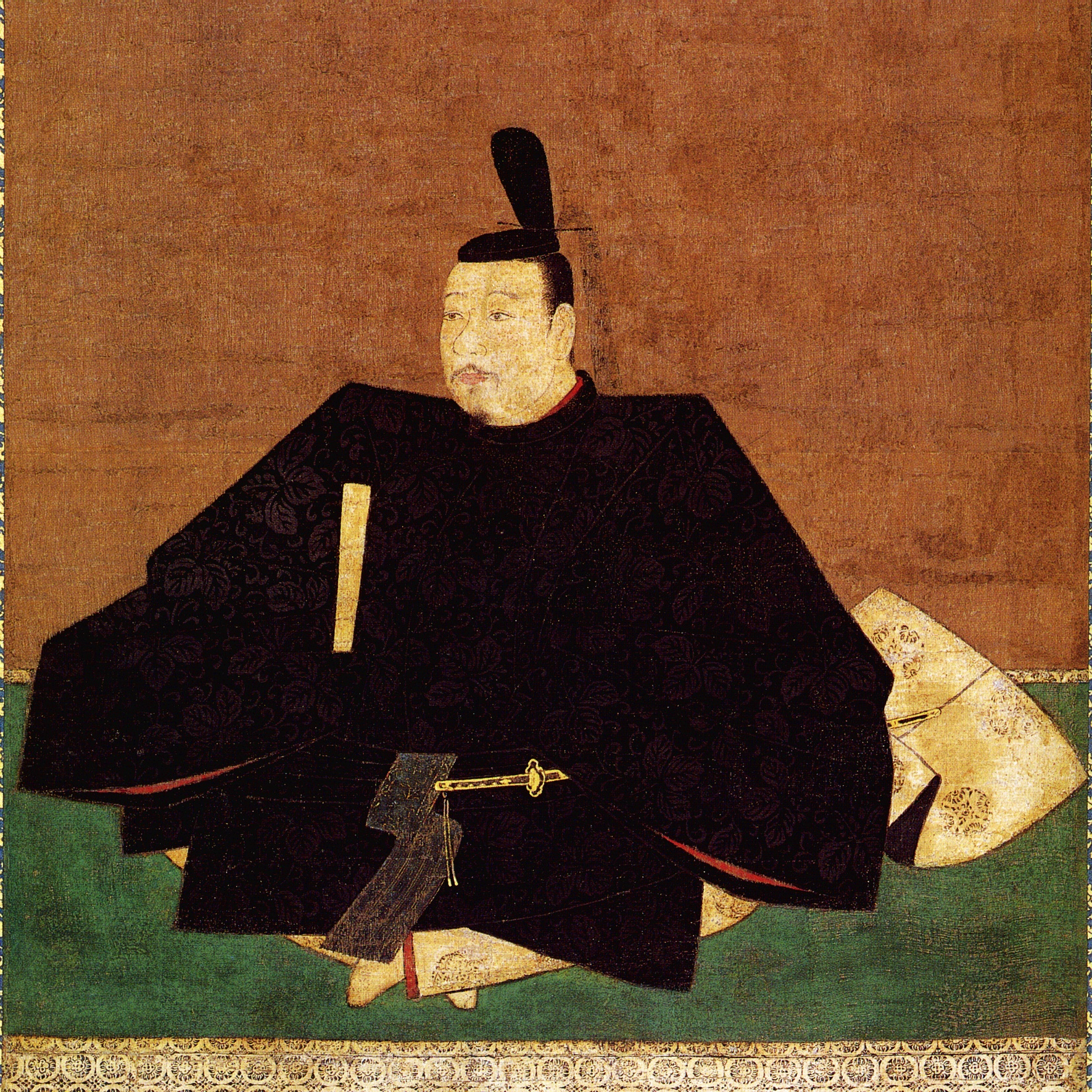
Takauji Ashikaga (1305-1358), pierwszy siogun siogunatu Ashikaga

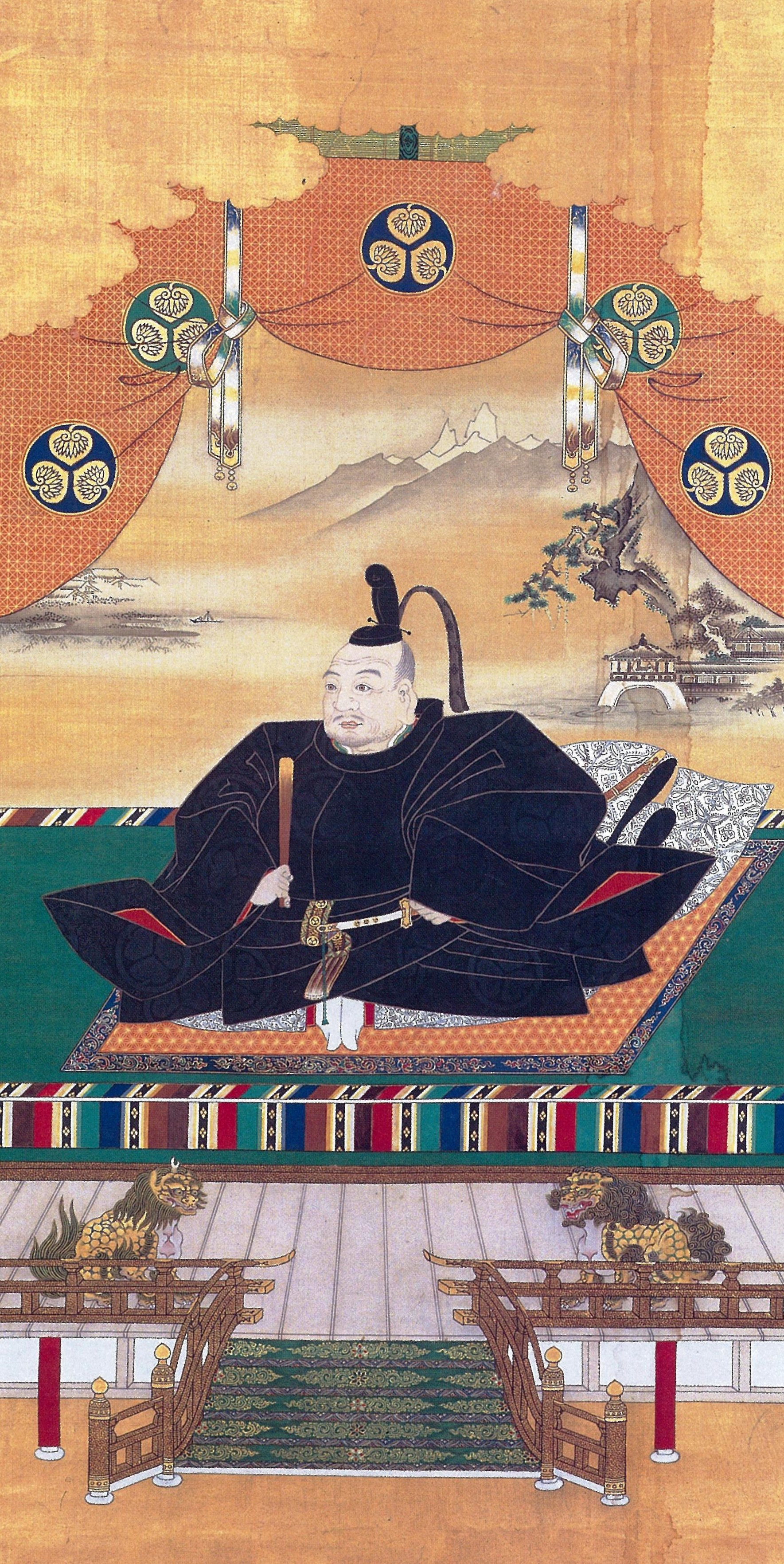
Ieyasu Tokugawa (1543-1616), pierwszy siogun siogunatu Tokugawa

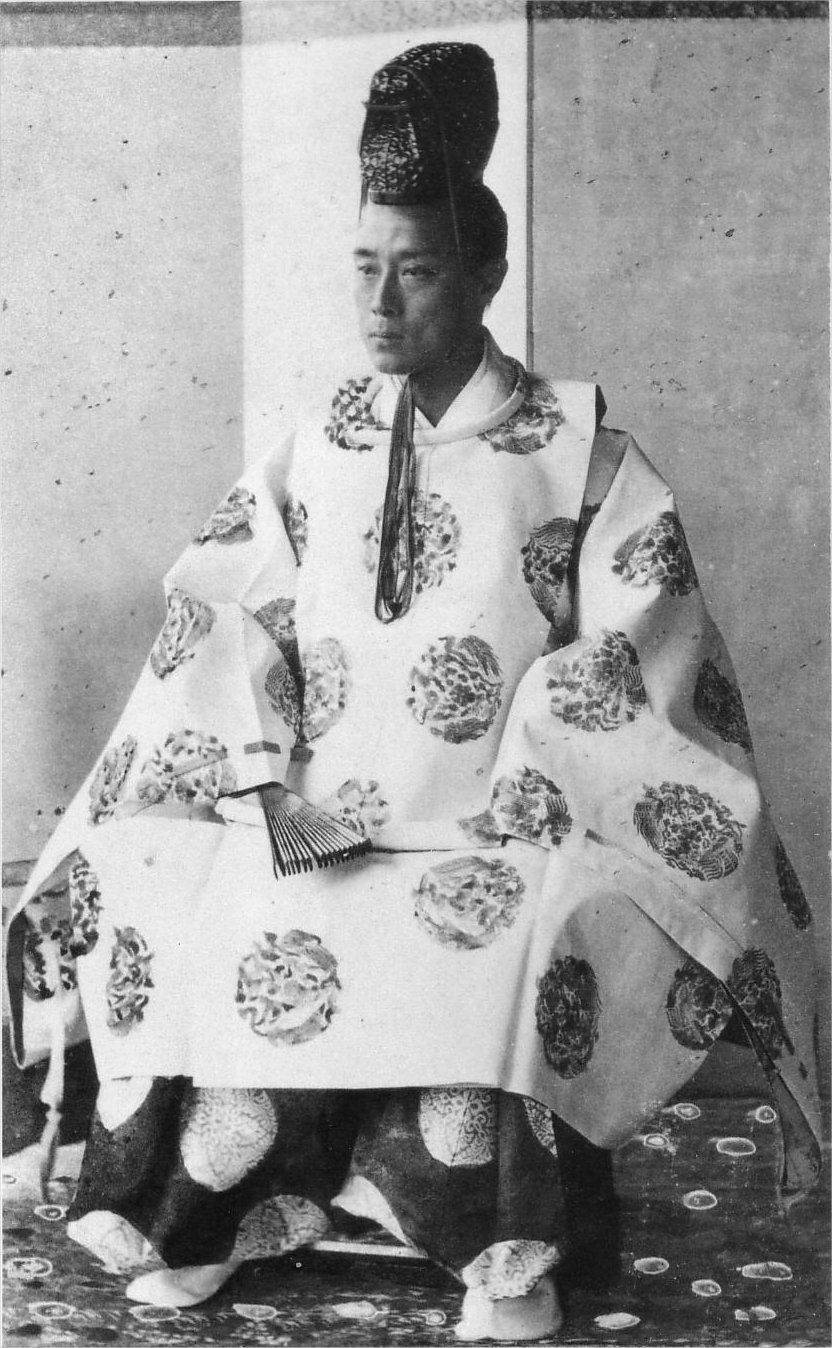
Yoshinobu Tokugawa, ostatni siogun siogunatu Tokugawa (1867)

Okres panowania siogunów nazywany jest po japońsku bakufu (jap. 幕府; dosł.: rządy spod namiotu). W języku polskim używa się w tym znaczeniu także słowa „siogunat” (lub „szogunat”), pochodzącego nie z języka japońskiego, ale od angielskiego słowa: „shogunate”.

## Historia
Funkcję sioguna, traktowaną wówczas jako tymczasową, wprowadzono w 794 r., przyznając ją Otomaro Ōtomo na czas wojny z Ajnami. Po zakończeniu wojny w 811 r. została ona zniesiona. Przywrócono ją dopiero pod koniec XII w. W 1192 r. cesarz Go-Shirakawa przyznał ją Yoritomo Minamoto, który przekształcił ją w funkcję dożywotnią i dziedziczną.
W następnych stuleciach funkcja sioguna, jako wojskowego władcy Japonii, została umocniona przez rody Ashikaga i Tokugawa. Została zniesiona w trakcie restauracji Meiji, w drugiej połowie XIX w.

## Wymowa słowa „siogun”
Prawidłową wymową słowa japońskiego 将軍 w języku polskim jest „siogun” („sio-” jak w słowie siostra). Przyjęty przed laty zapis „szogun” pochodził z fonetycznego zapisu w języku angielskim "shogun". Wikipedia używa transkrypcji Hepburna i zgodnie z nią prawidłowym zapisem jest „shōgun”, gdzie „ō” oznacza długą samogłoskę „o”.

## „Siogun ciemności”
W języku współczesnym funkcjonuje zwrot yami-shōgun, który w formie przydomka określa polityków, którzy posiadają silne wpływy zakulisowe, także w sprawach personalnych. W dosłownym tłumaczeniu na język polski zwrot ten oznacza „sioguna ciemności”, w znaczeniu „szarej eminencji”. W języku angielskim zwrot ten jest tłumaczony jako „shadow shogun” (lub king-maker).

## Lista siogunów japońskich
|         | Okres podbojów Ajnów             | Okres podbojów Ajnów | Okres podbojów Ajnów | Okres podbojów Ajnów | Okres podbojów Ajnów                   |
| Nr      | Siogun                           | Kanji                | Okres życia          | Lata panowania       | Uwagi                                  |
| ------- | -------------------------------- | -------------------- | -------------------- | -------------------- | -------------------------------------- |
| 1       | Otomaro Ōtomo                    | 大伴弟麻呂           | 731–809              | 793–809              | stopień wojskowy                       |
| 2       | Tamuramaro Sakanoue              | 坂上田村麻呂         | 758–811              | 809–811              | stopień wojskowy                       |
| 3       | Watamaro Bun’ya                  | 文屋綿麻呂           | 765–823              | 811–813              | stopień wojskowy                       |
|         | Okres rebelii Masakado Tairy     |                      |                      |                      |                                        |
| 4       | Tadabumi Fujiwara                | 藤原忠文             | 873–947              | 940                  | stopień wojskowy                       |
|         | Okres wojny Gempei               |                      |                      |                      |                                        |
| 5       | Yoshinaka Minamoto               | 源義仲               | 1154–1184            | 1181–1184            | zabity w bitwie pod Awazu              |
| 6       | Yoshitsune Minamoto              | 源義経               | 1159–1189            | 1184–1189            | zmuszony do popełnienia seppuku        |
|         | Siogunat Kamakura – Ród Minamoto |                      |                      |                      |                                        |
| 7 (1)   | Yoritomo Minamoto                | 源頼朝               | 1147–1199            | 1192–1199            | założyciel siogunatu                   |
| 8 (2)   | Yori'ie Minamoto                 | 源頼家               | 1182–1204            | 1202–1203            | abdykował; zamordowany                 |
| 9 (3)   | Sanetomo Minamoto                | 源実朝               | 1192–1219            | 1203–1219            | zamordowany                            |
|         | Siogunat Kamakura – Ród Kujō     |                      |                      |                      |                                        |
| 10 (4)  | Yoritsune Kujō                   | 藤原頼経             | 1218–1256            | 1226–1244            | (Yoritsune Fujiwara)                   |
| 11 (5)  | Yoritsugu Kujō                   | 藤原頼嗣             | 1239–1256            | 1244–1252            | (Yoritsugu Fujiwara)                   |
|         | Siogunat Kamakura – Ród Cesarski |                      |                      |                      |                                        |
| 12 (6)  | Książę Munetaka                  | 宗尊親王             | 1242–1274            | 1252–1266            | abdykował                              |
| 13 (7)  | Książę Koreyasu                  | 惟康親王             | 1264–1326            | 1266–1289            | abdykował                              |
| 14 (8)  | Książę Hisa’aki                  | 久明親王             | 1276–1328            | 1289–1308            | abdykował                              |
| 15 (9)  | Książę Morikuni                  | 守邦親王             | 1301–1333            | 1308–1333            | abdykował                              |
|         | Restauracja Kenmu                |                      |                      |                      |                                        |
| 16 (1)  | Książę Moriyoshi                 | 護良親王             | 1308–1335            | 1333–1334            | ścięty z rozkazu Tadayoshiego Ashikagi |
| 17 (2)  | Książę Narinaga                  | 成良親王             | 1326–1344            | 1335–1336            | dwie wersje śmierci                    |
|         | Siogunat Ashikagów               |                      |                      |                      |                                        |
| 18 (1)  | Takauji Ashikaga                 | 足利尊氏             | 1305–1358            | 1338–1358            | założyciel siogunatu                   |
| 19 (2)  | Yoshiakira Ashikaga              | 足利義詮             | 1330–1367            | 1358–1367            |                                        |
| 20 (3)  | Yoshimitsu Ashikaga              | 足利義満             | 1358–1408            | 1368–1394            | abdykował                              |
| 21 (4)  | Yoshimochi Ashikaga              | 足利義持             | 1386–1428            | 1394–1423            |                                        |
| 22 (5)  | Yoshikazu Ashikaga               | 足利義量             | 1407–1425            | 1423–1425            | śmierć z upicia                        |
| 21 (4)  | Yoshimochi Ashikaga              | 足利義持             | 1386–1428            | 1425–1428            |                                        |
| 23 (6)  | Yoshinori Ashikaga               | 足利義教             | 1394–1441            | 1429–1441            | zamordowany                            |
| 24 (7)  | Yoshikatsu Ashikaga              | 足利義勝             | 1434–1443            | 1442–1443            | śmiertelny wypadek                     |
| 25 (8)  | Yoshimasa Ashikaga               | 足利義政             | 1436–1490            | 1443–1473            | wojna Ōnin                             |
| 26 (9)  | Yoshihisa Ashikaga               | 足利義尚             | 1465–1489            | 1473–1489            | zabity w Ōmi                           |
| 27 (10) | Yoshitane Ashikaga               | 足利義稙             | 1466–1523            | 1490–1493            | abdykował                              |
| 28 (11) | Yoshizumi Ashikaga               | 足利義澄             | 1480–1511            | 1493–1508            |                                        |
| 27 (10) | Yoshitane Ashikaga               | 足利義稙             | 1466–1523            | 1508–1521            | powrócił na urząd                      |
| 29 (12) | Yoshiharu Ashikaga               | 足利義晴             | 1511–1550            | 1522–1546            |                                        |
| 30 (13) | Yoshiteru Ashikaga               | 足利義輝             | 1536–1565            | 1547–1565            | popełnił seppuku                       |
| 31 (14) | Yoshihide Ashikaga               | 足利義栄             | 1538–1568            | 1568                 |                                        |
| 32 (15) | Yoshiaki Ashikaga                | 足利義昭             | 1537～1597           | 1568–1573            |                                        |
|         | Siogunat Tokugawów               |                      |                      |                      |                                        |
| 33 (1)  | Ieyasu Tokugawa                  | 徳川家康             | 1543–1616            | 1603–1605            | założyciel siogunatu                   |
| 34 (2)  | Hidetada Tokugawa                | 徳川秀忠             | 1579–1632            | 1605–1623            |                                        |
| 35 (3)  | Iemitsu Tokugawa                 | 徳川家光             | 1604–1651            | 1623–1651            |                                        |
| 36 (4)  | Ietsuna Tokugawa                 | 徳川家光             | 1641–1680            | 1651–1680            |                                        |
| 37 (5)  | Tsunayoshi Tokugawa              | 徳川綱吉             | 1646–1709            | 1680–1709            |                                        |
| 38 (6)  | Ienobu Tokugawa                  | 徳川家宣             | 1662–1712            | 1709–1712            |                                        |
| 39 (7)  | Ietsugu Tokugawa                 | 徳川家継             | 1709–1716            | 1713–1716            |                                        |
| 40 (8)  | Yoshimune Tokugawa               | 徳川吉宗             | 1684–1751            | 1716–1745            |                                        |
| 41 (9)  | Ieshige Tokugawa                 | 徳川家重             | 1712–1761            | 1745–1760            |                                        |
| 42 (10) | Ieharu Tokugawa                  | 徳川家治             | 1737–1786            | 1760–1786            |                                        |
| 43 (11) | Ienari Tokugawa                  | 徳川家斉             | 1773–1841            | 1787–1837            |                                        |
| 44 (12) | Ieyoshi Tokugawa                 | 徳川家慶             | 1793–1853            | 1837–1853            |                                        |
| 45 (13) | Iesada Tokugawa                  | 徳川家定             | 1824–1858            | 1853–1858            |                                        |
| 46 (14) | Iemochi Tokugawa                 | 徳川家茂             | 1846–1866            | 1858–1866            |                                        |
| 47 (15) | Yoshinobu Tokugawa               | 徳川慶喜             | 1837–1913            | 1867–1868            |                                        |